# Government Complex Gwacheon (métro de Séoul)
Government Complex Gwacheon (hangeul : 정부과천청사 ; hanja : 政府果川廳舍) est une station de passage de la ligne 4 du métro de Séoul. Elle est située au 100 Jungang-ro, quartier Byeolyang-dong, de la ville Gwacheon-si, dans la province (Gyeonggi-do), près de Séoul en Corée du Sud.
Ouverte en 1994, elle est desservie par les rames omnibus et express qui circulent sur la ligne 4.

## Situation sur le réseau

Plan du réseau (2023)

Établie en souterrain, la station Government Complex Gwacheon, est une station de passage de la ligne 4 du métro de Séoul : elle est située entre la station Gwacheon, en direction du terminus nord-est Jinjeop, et la station Indeogwon en direction du terminus sud-est Oido,.

## Histoire
La station souterraine, nommée General government complex, est mise en service, le 1er avril 1994,. lors de l'ouverture à l'exploitation, des 14,1 km, de la ligne Gwacheon (intégrée dans la ligne 4 ce même jour), de Geumjeong à Namtaeryeong.
La station est renommée Government Complex Gwacheon le 15 mai 1998.

## Services aux voyageurs

### Accès et accueil
Établie au 100 Jungang-ro, dans le quartier Byeolyang-dong, la station dispose de neuf bouches, numérotés de 1 à 9. Des escaliers, escaliers mécaniques et ascenseurs permettent les circulations piétonnes entre les différents niveaux. Elle est notamment équipée d'une billetterie avec des automates pour l'achat de titres de transport. Les quais de la station sont équipés de portes palières.

### Desserte
Government Complex Gwacheon est desservie par les rames omnibus et express qui circulent sur la ligne 4.

Installations
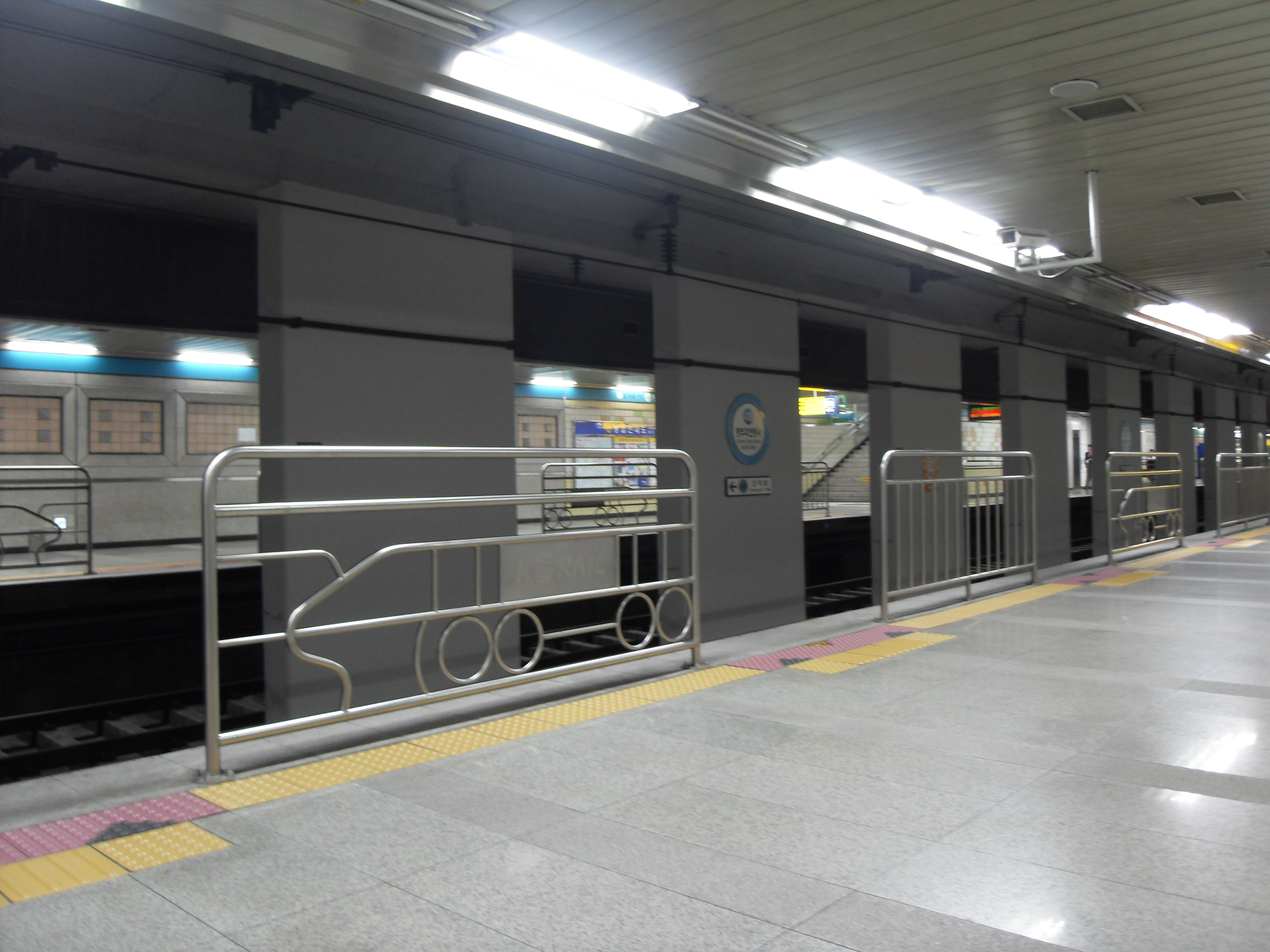
En 2009.
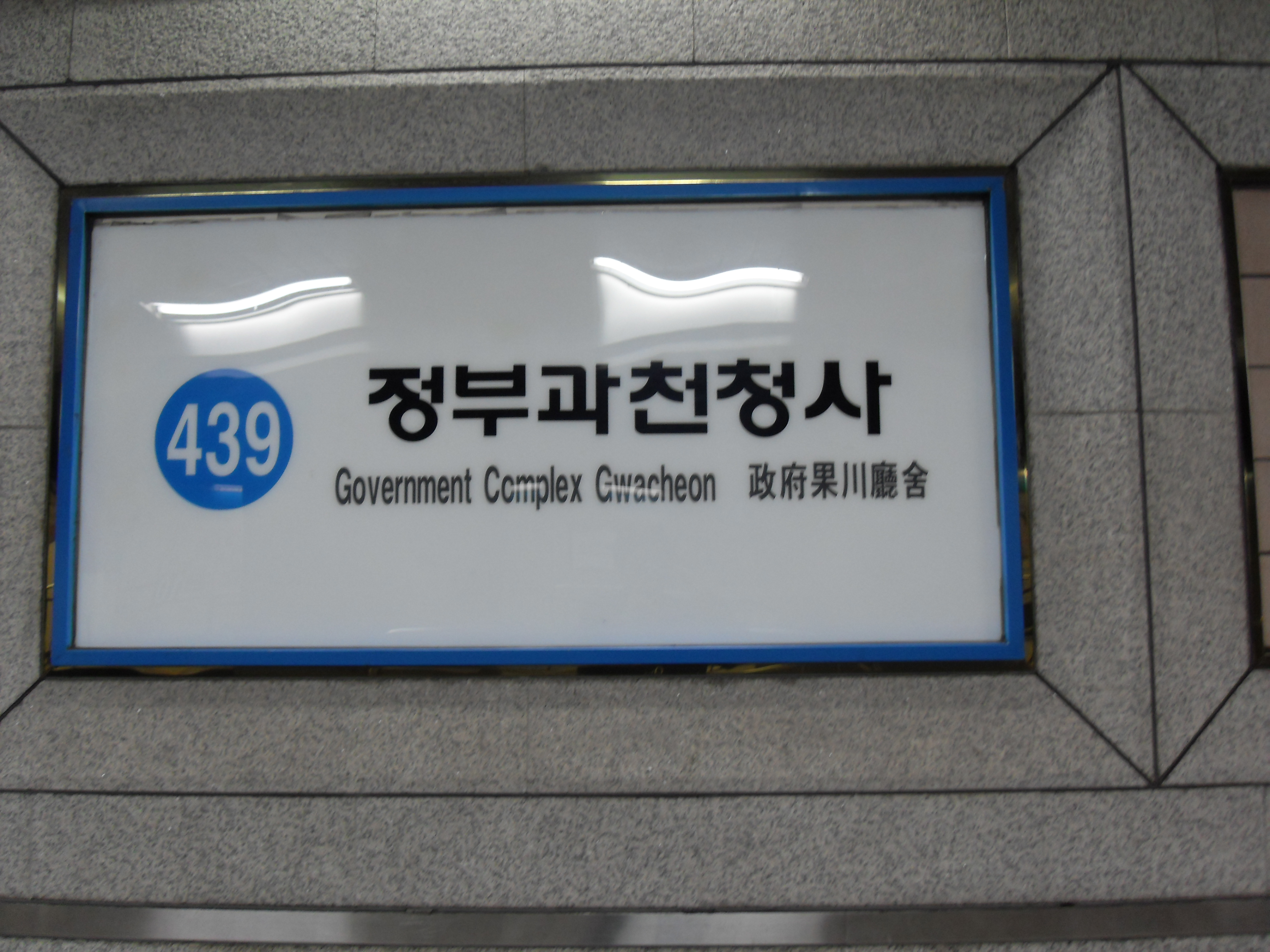
En 2009.
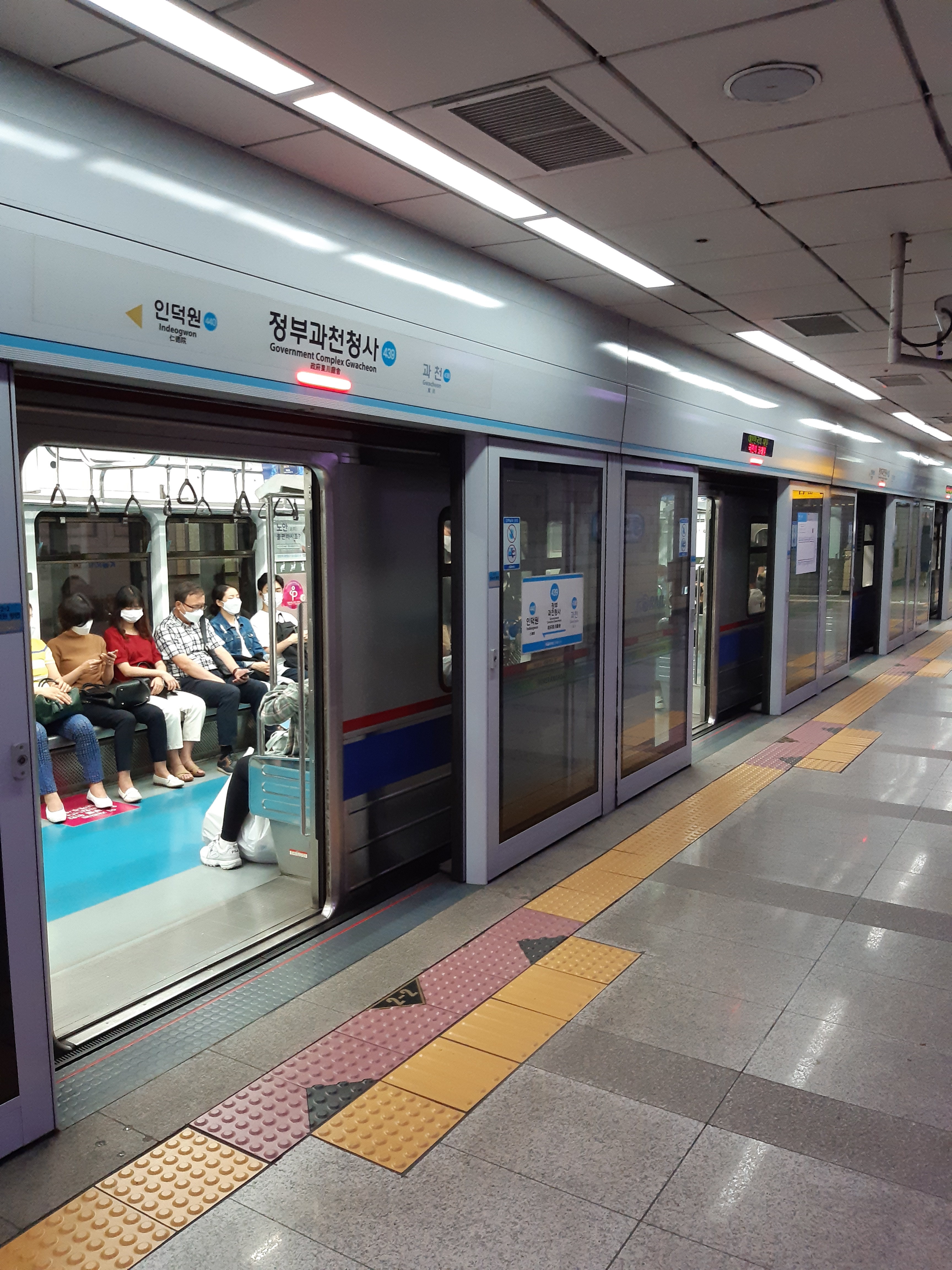
En 2020.

### Intermodalité
Des arrêts de bus urbains sont situés à proximité de certains accès.